# العصبة الإيطالية
الرابطة أو العصبة الإيطالية أو العصبة الأكثر قداسة، كانت اتفاقًا دوليًا أبرم في مدينة البندقية في 30 أغسطس 1454، ووقعته البندقية ودويلات ميلانو وفلورنسا ليتبع صلح لودي الذي وقع قبل بضعة أشهر.